# لوكا إلسنر
لوكا إلسنر (بالإنجليزية: Luka Elsner)‏ (مواليد 2 أغسطس 1982 في ليوبليانا، سلوفينيا، يوغوسلافيا) هو مدرب كرة قدم محترف سلوفيني ولاعب سابق. هو حاليا مدرب فريق ستاندار لييج البلجيكي.

## الإنجازات

### الأندية
- دومجاله
  - الدوري السلوفيني الممتاز (2): 2006–07، 2007–08
  - كأس سلوفينيا (1): 2010–11
  - كأس السوبر السلوفيني (2): 2007، 2011
- المحرق
  - الدوري البحريني الممتاز (1): 2010–11

## روابط خارجية
- لوكا إلسنر على موقع قاعدة بيانات كرة القدم.إي يو (الإنجليزية)
- لوكا إلسنر على موقع ليكيب (الفرنسية)
- لوكا إلسنر على موقع ناشيونال فوتبول تيمز (الإنجليزية)
- لوكا إلسنر على موقع Soccerway.com (الإنجليزية)
- لوكا إلسنر على موقع عالم كرة القدم.نت (الإنجليزية)